# Skirgaila
Skirgaila (latinsky: Schirgalo, bělorusky: Скіргайла, polsky: Skirgiełło, také známý jako Ivan/Iwan; cca 1353 nebo 1354 – 11. ledna 1397, Kyjev; pokřtěn 1383/1384 jako Kazimír) byl v letech 1386 až 1392 regent Litevského velkoknížectví za svého bratra Jogaila. Byl synem Algirdase, velkoknížete litevského, a jeho druhé manželky Juliýny Tverské.
Roku 1383 nebo 1384 se pokřtil podle katolického rituálu a dostal jméno Kazimieras. Když vládl Kyjevu (1395-1397), nazýval se pravoslavným jménem Ivan. Byl prchlivý, proslavil se zálibou v pití.